# Święta Nunilo
Święta Nunilo, również: Nunila, Nunita (zm. 21 lub 22 października 851 w Kordobie) – rodzona siostra św. Alodii, męczennica chrześcijańska i święta Kościoła katolickiego.
Nunilo i Alodia były córkami muzułmanina i chrześcijanki. Pochodziły z Huesca lub z La Rioja. Według panującego prawa powinny zostać muzułmankami.  Za nawrócenie z islamu na chrześcijaństwo zostały aresztowane podczas prześladowania chrześcijan w czasach panowania władcy Kordoby Abd ar-Rahmana II. Ponieważ nie wyrzekły się Chrystusa, zostały skazane na śmierć i ścięte. Ich męczeństwo opisał św. Eulogiusz z Kordoby.
Pochowano je w klasztorze w Leyre w Nawarze (hiszp. Monasterio de San Salvador de Leyre) w dzisiejszej Hiszpanii. W 1836 relikwie obu sióstr przeniesiono do Sangüesy.
Ich wspomnienie liturgiczne w Kościele katolickim obchodzono 21, 22 lub 27 października, w polskim Kościele katolickim, 22 października.